# Arden International
Arden International è un team britannico che partecipa al Campionato di Formula 2, fondato da Christian Horner.
Fondato nel 1997, ha preso parte negli anni a numerose categorie dell'automobilismo, come la International Formula 3000, la GP3 Series, la Formula V8 3.5 e la A1 Grand Prix. Ha fatto correre diversi giovani piloti appartenenti al programma Red Bull, lanciando tra gli altri, Sébastien Buemi, Daniil Kvjat e Carlos Sainz Jr..

## Storia
Il team ha partecipato alla Formula 3000 tra il 1997 e il 2004, ottenendo due titoli piloti nel 2003 con Wirdheim e nel 2004 con Liuzzi e quattro titoli costruttori. Si è inoltre occupata della gestione delle monoposto del team britannico nella stagione inaugurale della A1 Grand Prix. Nonostante i buoni risultati ottenuti, con il terzo posto in campionato, la Arden ha però deciso di abbandonare la serie.

### GP2/Formula 2

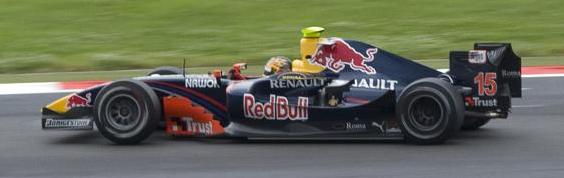
Buurman nel 2008

Nella stagione 2005 partecipa alla neonata GP2 e ottiene un secondo posto tra i piloti con Kovalainen, che vince 5 gare e permette al team di arrivare secondo anche nel campionato costruttori. Dal 2005 al 2007 i suoi colori sono stati gli stessi della Red Bull Racing, prima di cambiare livrea dal 2008 in avanti. Dopo alcune stagioni mediocri torna a sfiorare il titolo nel 2012 con Luiz Razia, che termina secondo e porta il team al terzo posto nella classifica a squadre.
Dal 2013 al 2016 non riesce ad ottenere vittorie e non va oltre l'ottavo posto del 2013 tra i team. Nel 2017 torna a vincere una gara con Norman Nato che termina nono, e il team conclude al sesto posto. Per il 2018 gareggia con Maximilian Günther, che vince una gara, e il giapponese Nirei Fukuzumi che termina diciassettesimo in campionato. Il team non va oltre il nono e penultimo posto tra i team.
Nella stagione 2019 il team comincia una collaborazione con la HWA Racelab, squadra già impegnata in Formula 3. In quanto ai piloti, ingaggia il francese Anthoine Hubert, fresco vincitore della GP3 Series 2018, e Tatiana Calderón, prima donna a correre nella categoria.
Il 31 Agosto 2019, durante il secondo giro della Feature Race del Gran Premio del Belgio a Spa-Francorchamps, Anthoine Hubert rimane coinvolto in un incidente con la vettura di Juan Manuel Correa, perdendo la vita.

### GP3 Series
Il team ha partecipato anche a tutte le nove stagioni della GP3 Series, vincendo per due volte il titolo piloti, con Mitch Evans nel 2012 e con Kvjat nel 2013, entrambi con 3 vittorie in stagione. Tra le squadre è andata vicina al titolo arrivando seconda in quattro occasioni, dal 2011 al 2013 e nel 2016.

## Risultati

### GP2 Series/Formula 2
| Stagione | Vettura            | Piloti              | Gare  | Vittorie | Pole | GPV | Punti   | C.P. | C.T. |
| -------- | ------------------ | ------------------- | ----- | -------- | ---- | --- | ------- | ---- | ---- |
| 2005     | Dallara-Mecachrome | Heikki Kovalainen   | 23    | 5        | 4    | 1   | 105     | 2º   | 2º   |
| 2005     | Dallara-Mecachrome | Nicolas Lapierre    | 23    | 0        | 1    | 1   | 21      | 11º  | 2º   |
| 2006     | Dallara-Mecachrome | Nicolas Lapierre    | 17    | 0        | 0    | 1   | 32      | 9º   | 4º   |
| 2006     | Dallara-Mecachrome | Michael Ammermüller | 21    | 1        | 0    | 0   | 25      | 11º  | 4º   |
| 2006     | Dallara-Mecachrome | Neel Jani           | 4     | 0        | 0    | 0   | 0       | 25º  | 4º   |
| 2007     | Dallara-Mecachrome | Bruno Senna         | 21    | 1        | 0    | 0   | 34      | 8º   | 7º   |
| 2007     | Dallara-Mecachrome | Adrian Zaugg        | 19    | 0        | 0    | 0   | 10      | 18º  | 7º   |
| 2007     | Dallara-Mecachrome | Filipe Albuquerque  | 2     | 0        | 0    | 0   | 0       | 32º  | 7º   |
| 2008     | Dallara-Mecachrome | Sébastien Buemi     | 20    | 2        | 0    | 0   | 50      | 6º   | 6º   |
| 2008     | Dallara-Mecachrome | Luca Filippi        | 10    | 0        | 0    | 0   | 1       | 19º  | 6º   |
| 2008     | Dallara-Mecachrome | Yelmer Buurman      | 10    | 0        | 0    | 0   | 5       | 20º  | 6º   |
| 2009     | Dallara-Mecachrome | Sergio Pérez        | 20    | 0        | 0    | 1   | 22      | 12º  | 8º   |
| 2009     | Dallara-Mecachrome | Edoardo Mortara     | 20    | 1        | 0    | 2   | 19      | 14º  | 8º   |
| 2010     | Dallara-Mecachrome | Charles Pic         | 20    | 1        | 1    | 0   | 28      | 10º  | 7º   |
| 2010     | Dallara-Mecachrome | Rodolfo González    | 20    | 0        | 0    | 0   | 4       | 21º  | 7º   |
| 2011     | Dallara-Mecachrome | Josef Král          | 18    | 0        | 0    | 0   | 15      | 15º  | 11º  |
| 2011     | Dallara-Mecachrome | Jolyon Palmer       | 18    | 0        | 0    | 0   | 0       | 28º  | 11º  |
| 2012     | Dallara-Mecachrome | Luiz Razia          | 24    | 4        | 0    | 3   | 222     | 2º   | 3º   |
| 2012     | Dallara-Mecachrome | Simon Trummer       | 24    | 0        | 0    | 0   | 4       | 23º  | 3º   |
| 2013     | Dallara-Mecachrome | Johnny Cecotto Jr.  | 21    | 0        | 1    | 1   | 41      | 16º  | 8º   |
| 2013     | Dallara-Mecachrome | Mitch Evans         | 22    | 0        | 0    | 0   | 56      | 14º  | 8º   |
| 2014     | Dallara-Mecachrome | André Negrão        | 18    | 0        | 0    | 0   | 31      | 12º  | 10º  |
| 2014     | Dallara-Mecachrome | Tom Dillmann        | 8 (2) | 0        | 0    | 0   | 18 (16) | 19º  | 10º  |
| 2014     | Dallara-Mecachrome | René Binder         | 22    | 0        | 0    | 0   | 3       | 25º  | 10º  |
| 2015     | Dallara-Mecachrome | Norman Nato         | 21    | 0        | 0    | 0   | 20      | 18º  | 12º  |
| 2015     | Dallara-Mecachrome | André Negrão        | 21    | 0        | 0    | 0   | 5       | 20º  | 12º  |
| 2016     | Dallara-Mecachrome | Jimmy Eriksson      | 18    | 0        | 0    | 0   | 10      | 20º  | 11º  |
| 2016     | Dallara-Mecachrome | Nabil Jeffri        | 22    | 0        | 0    | 0   | 2       | 22º  | 11º  |
| 2016     | Dallara-Mecachrome | Emil Bernstorff     | 2     | 0        | 0    | 0   | 0       | 25º  | 11º  |
| 2017     | Dallara-Mecachrome | Norman Nato         | 22    | 1        | 0    | 0   | 91      | 9º   | 6º   |
| 2017     | Dallara-Mecachrome | Sean Gelael         | 22    | 0        | 0    | 0   | 17      | 15º  | 6º   |
| 2018     | Dallara-Mecachrome | Maximilian Günther  | 22    | 1        | 0    | 0   | 41      | 14º  | 9º   |
| 2018     | Dallara-Mecachrome | Nirei Fukuzumi      | 23    | 0        | 0    | 0   | 17      | 17º  | 9º   |
| 2018     | Dallara-Mecachrome | Dan Ticktum         | 2     | 0        | 0    | 0   | 0       | 23º  | 9º   |
| 2019     | Dallara-Mecachrome | Anthoine Hubert     | 16    | 2        | 0    | 0   | 77      | 10º  | 8º   |
| 2019     | Dallara-Mecachrome | Artëm Markelov      | 6 (4) | 0        | 0    | 0   | 16 (0)  | 16º  | 8º   |
| 2019     | Dallara-Mecachrome | Tatiana Calderón    | 22    | 0        | 0    | 0   | 0       | 22º  | 8º   |

### GP3 Series
| Stagione | Vettura            | Piloti              | Gare | Vittorie | Pole | GPV | Punti | C.P. | C.T. |
| -------- | ------------------ | ------------------- | ---- | -------- | ---- | --- | ----- | ---- | ---- |
| 2010     | Dallara-Renault    | Michael Christensen | 16   | 0        | 0    | 0   | 0     | 31º  | 9º   |
| 2010     | Dallara-Renault    | Miki Monrás         | 16   | 0        | 0    | 1   | 17    | 10º  | 9º   |
| 2010     | Dallara-Renault    | Leonardo Cordeiro   | 16   | 0        | 0    | 1   | 1     | 27º  | 9º   |
| 2011     | Dallara-Renault    | Mitch Evans         | 16   | 1        | 2    | 0   | 29    | 9º   | 2°   |
| 2011     | Dallara-Renault    | Simon Trummer       | 16   | 0        | 0    | 0   | 9     | 18º  | 2°   |
| 2011     | Dallara-Renault    | Lewis Williamson    | 16   | 1        | 1    | 1   | 31    | 8º   | 2°   |
| 2012     | Dallara-Renault    | Mitch Evans         | 16   | 3        | 4    | 2   | 151,5 | 1º   | 2º   |
| 2012     | Dallara-Renault    | Matias Laine        | 16   | 1        | 0    | 1   | 111   | 5º   | 2º   |
| 2012     | Dallara-Renault    | David Fumanelli     | 14   | 0        | 0    | 0   | 47    | 11º  | 2º   |
| 2013     | Dallara-AER        | Daniil Kvjat        | 16   | 3        | 2    | 4   | 168   | 1º   | 2º   |
| 2013     | Dallara-AER        | Carlos Sainz Jr.    | 16   | 0        | 1    | 2   | 66    | 10º  | 2º   |
| 2013     | Dallara-AER        | Robert Vișoiu       | 16   | 2        | 0    | 0   | 44    | 12º  | 2º   |
| 2014     | Dallara-AER        | Jann Mardenborough  | 18   | 1        | 0    | 2   | 77    | 9º   | 5º   |
| 2014     | Dallara-AER        | Patric Niederhauser | 18   | 2        | 0    | 2   | 62    | 10º  | 5º   |
| 2014     | Dallara-AER        | Robert Vișoiu       | 18   | 0        | 0    | 0   | 23    | 13º  | 5º   |
| 2015     | Dallara-AER        | Emil Bernstorff     | 22   | 2        | 0    | 1   | 194   | 4º   | 3º   |
| 2015     | Dallara-AER        | Kevin Ceccon        | 22   | 2        | 0    | 1   | 77    | 7º   | 3º   |
| 2015     | Dallara-AER        | Aleksander Bosak    | 22   | 0        | 0    | 0   | 4     | 20º  | 3º   |
| 2016     | Dallara-Mecachrome | Jake Dennis         | 18   | 2        | 0    | 4   | 149   | 4º   | 2º   |
| 2016     | Dallara-Mecachrome | Jack Aitken         | 18   | 1        | 0    | 2   | 148   | 5º   | 2º   |
| 2016     | Dallara-Mecachrome | Tatiana Calderón    | 18   | 0        | 0    | 0   | 2     | 21º  | 2º   |
| 2017     | Dallara-Mecachrome | Niko Kari           | 15   | 1        | 0    | 1   | 63    | 10º  | 4º   |
| 2017     | Dallara-Mecachrome | Leonardo Pulcini    | 15   | 0        | 0    | 1   | 20    | 14º  | 4º   |
| 2017     | Dallara-Mecachrome | Steijn Schothorst   | 15   | 0        | 0    | 0   | 8     | 17º  | 4º   |
| 2018     | Dallara-Mecachrome | Joey Mawson         | 18   | 0        | 0    | 0   | 38    | 13º  | 6º   |
| 2018     | Dallara-Mecachrome | Gabriel Aubry       | 18   | 0        | 0    | 0   | 5     | 18º  | 6º   |
| 2018     | Dallara-Mecachrome | Julien Falchero     | 14   | 0        | 0    | 0   | 0     | 22º  | 6º   |
| 2018     | Dallara-Mecachrome | Sacha Fenestraz     | 4    | 0        | 0    | 0   | 0     | 24º  | 6º   |

### A1 Grand Prix
| A1 Grand Prix | A1 Grand Prix | A1 Grand Prix         | A1 Grand Prix | A1 Grand Prix | A1 Grand Prix | A1 Grand Prix | A1 Grand Prix |
| Stagione      | Vettura       | Team                  | Vittorie      | Pole          | Giri Veloci   | Punti         | T.C.          |
| ------------- | ------------- | --------------------- | ------------- | ------------- | ------------- | ------------- | ------------- |
| 2005-06       | Lola-Zytek    | A1 Team Great Britain | 0             | 1             | 0             | 97            | 3°            |